# Michał Morgulec
Michał Morgulec (ur. 1867 w Świsłoczy, zm. 5 lipca 1939 w Warszawie) – polski prawnik i urzędnik konsularny.
Syn Romualda i Jadwigi z Nowackich. Absolwent Wydziału Prawa Cesarskiego Uniwersytetu Warszawskiego (1890). Pracował w charakterze adwokata w Łucku, Turkiestanie i na Syberii. W II RP zatrudniono go w Ministerstwie Skarbu (1918-), następnie wstąpił do polskiej służby zagranicznej. W 1919 został mianowany konsulem w Harbinie, choć de facto pełnił tę funkcję w latach 1920-1922, następnie we Władywostoku (1922-1924), i w centrali MSZ (1924-1929); skąd przeszedł w stan spoczynku.
31 grudnia 1923 został odznaczony Krzyżem Oficerskim Orderu Odrodzenia Polski.